# Morganova linija
Morganova linija (ali Morganova črta) je bila demarkacijska črta, določena po drugi svetovni vojni na območju takratne Julijske krajine.
Linija je razmejevala dve vojaški upravi na tem območju, in sicer jugoslovansko vojaško upravo na vzhodnem delu in zavezniško vojaško upravo na zahodnem delu. Linija je predstavljala začasno mejo med Jugoslavijo in Italijo.

## Potek dogodkov
Ime je dobila po britanskem generalu W. D.Morganu, načelniku štaba pri vrhovnem komandantu za Sredozemlje, feldmaršalu Haroldu Alexandru. Ta je poslal Morgana v Beograd, kjer je na pogajanjih s predsednikom enotne vlade Demokratične federativne Jugoslavije maršalom Josipom Brozom Titom 8. in 9. maja 1945 zaman skušal doseči umik Jugoslovanske armade za črto, ki je po Slovenskem ozemlju potekala od obale severno nad Koprom, se nadaljevala vzhodno od Trsta čez Kras vzhodno od Sežane in Komna, čez Vipavsko dolino zahodno od Ajdovščine dalje do vzhodnega roba Gorice in čez Banjško ter Šentviško planoto, do izliva Idrijce v Sočo in naprej proti severu ter se ustavila ob avstrijski meji 5 km vzhodno od Trbiža na prelazu Megvarje-Vrata nad naseljem Megvarje. Potek razmejitvene črte je omogočal anglo-američanom, da so imeli prometne poti med Trstom in Gorico ter Avstrijo v svojih rokah. Na jugu pa je pod zavezniško upravo prišlo še glavno istrsko mesto Pulj ter nekatera pristanišča v zahodni Istri. Zahodne sile naj bi imele svojo vojaško upravo zahodno od te črte (t. i. cona A Julijske krajine) in Jugoslovanska armada vzhodno od nje (cona B Julijske krajine), dokler ne bi vprašanja pripadnosti tega ozemlja rešila mirovna konferenca.
Ko so se zavezniki začeli pripravljati, da z vojaškimi operacijami dosežejo svoj namen, je Jugoslavija v beograjskem sporazumu 9. junija 1945 sprejela njihove zahteve.  Tri dni po sprejemu beograjskega sporazuma je feldmaršal Alexander izdal razglas, s katerim se je v anglo-ameriški coni uveljavila zakonodaja, kakršna je bila tod pred 8. septembrom 1943. Isti dan so ukinili razprave pred ljudskimi sodišči, katerim so odslej dovolili le še preiskave. 22. junija so razpustili Narodno zaščito, na kar je protifašistično prebivalstvo Trsta odgovorilo z močno splošno stavko, prvo po dveh desetletjih. Splošni ukaz 12. julija 1945 je vpeljal redna sodišča, kakršna so bila pred 8. septembrom 1943. Končno je splošni ukaz 11. avgusta o krajevni upravi odvzel narodnoosvobodilnim odborom vso oblast in funkcije ter postavil na njihovo mesto okrožne in občinske predsednike in občinske svete, katere je imenovala zavezniška vojaška uprava. Po sklenitvi mirovne pogodbe z Italijo 15. februarja 1947 so Morganovo linijo 15. septembra 1947 odpravili in Jugoslavija je dobila tudi nekatere predele t. i. cone A Julijske krajine.